# Калуннборг (муніципалітет)
Калундборг (дан. Kalundborg) — комуна у регіоні Зеландія королівства Данія. Адміністративний центр комуни — місто Калундборг.

## Географія
Площа — 575.2 км². 

## Населення
У 2012 році населення муніципалітету становило 48 632 особи.